# 東京百景
東京百景（とうきょうひゃっけい）とは主に東京都における100の選定された風景を指す。自然や建造物・街並みのほか、とある場所における人間の文化的な営み（祭り、スポーツ、市場など）の場面を含める事もある。また、東京都における観光名所などをシリーズ別に「百景」「百選」として選定するケースもある（夜景、桜の名所、里山など）。

## 東京都が定めるもの
- 新東京百景 - 「都民の日」制定30周年を記念して1982年に選定された東京都の100の風景。

## 美術作品
東京の風景などが100点収められている作品集に限り掲載。
- 『新東京百景』 - 昭和初期に関東大震災から復興した東京の風景などを表した8人の創作版画家による作品集。制作当初は『東京風景』と題された。上述の記事を参照。
- 『昭和大東京百図絵』 - 版画家の小泉癸巳男により1928年から1940年にかけて制作された東京の100の風景を表した作品集。上述の記事を参照。
- 『大東京名所百景寫眞帖(英名：THE VIEW OF GREAT TOKYO)』 - 1936年に写真家の永瀬米次郎[1]により撮影された東京の風景100枚を綴った写真集[2]。
- 『東京百景』 - 1987年から1999年まで（1994年を除く）毎年10人の版画家が10作ずつ東京の風景を制作する形でまとめた計100点（全10巻、限定100部）の版画集。日本版画協会により出版[3]。
- 『東京昭和百景』 - 版画家・写真家の山高昇による版画作品集[4]。

## タイトルになっている文学作品
- 『新東京百景』（新潮文庫） - 山口瞳のエッセイ。
- 『東京百景』（河出書房新社） - 小沢信男のエッセイ。
- 『東京百景』(ヨシモトブックス) - 又吉直樹のエッセイ。
- 『空想東京百景』（講談社BOX） - ゆずはらとしゆきのライトノベル作品ならびにtoi8による漫画作品。